# Каллікрат (архітектор)
Каллікрат (грец. Καλλικράτης) — давньогрецький архітектор середини V ст. до н. е.
Працював в Афінах. Брав участь у створенні, так званих, довгих стін (457–445 до н. е.), у зміцненні східної частини стін Афінського акрополя. Спільно з Іктіном побудував Парфенон (447–438 до н. е.) та маленький іонічний храм Ніки Аптерос (спроєктований 449 до н. е., завершене будівництво — 420 до н. е.) на Акрополі.